# Vänort
En vänort är en ort i ett annat land som en kommun eller motsvarande lokal förvaltningsenhet samarbetar med. Samarbeten mellan enheter på högre nivå, till exempel vänlän, förekommer också. 

## Historia
Den tidigaste kända i Europa började mellan Paderborn i Tyskland och Le Mans i Frankrike år 836.
Keighley, West Yorkshire, England hade avtal med Suresnes och Puteaux, i Frankrike från 1905. Det första nedtecknade moderna avtalet var mellan Keighley och Poix-du-Nord, Nord, Frankrike 1920, efter första världskrigets slut. Ursprungligen talade om ett antagande av Poix-du-Nord, och formella brev började inte utväxlas förrän 1986.
1924 föreslog Helge Bruhn, generalsekreteraren i den danska Föreningen Norden, att upprätta lokalkommittéer som hade till uppgift att samarbete med motsvarande kommittéer i de andra nordiska länderna. År 1939 upprättades vänortsförbindelser mellan Uddevalla i Sverige och Thisted i Danmark. Sveriges första vänortskedja kom senare även att omfatta även Skien i Norge, Loimaa i Finland och Mosfellsbær i Island. Vinterkriget väckte också en vilja i de övriga nordiska länderna att bistå och hjälpa det krigsdrabbade landet.
Efter kriget blev den europeiska vänortsrörelsen en slags fredsrörelsen, då man hoppades genom samarbete på kommunnivå kunna överbrygga motsättningar och öka förståelsen mellan folk. Vänortsutbyte sker vanligtvis mellan skolor, föreningar och kommunala förvaltningar i hopp om att utbyta idéer och erfarenheter kring gemensamma problem.
De flesta kommuner i Sverige har vänorter i europeiska länder men vissa har även i utomeuropeiska länder. Ofta har kommunerna något gemensamt, liknande geografiska förutsättningar, liknande historia eller näringar och har ungefär samma befolkningsmässiga storlek.
Sverige lyfte under sitt ordförandeskap i EU fram det europeiska vänortssamarbetet med ett projekt kallat Vänort 2001.